# Paramamoea
Paramamoea là một chi nhện trong họ Amphinectidae. Loài trong chi này được tìm thấy ở New Zealand.

## Loài
- Paramamoea aquilonalis Forster & Wilton, 1973
- Paramamoea arawa Forster & Wilton, 1973
- Paramamoea incerta Forster & Wilton, 1973
- Paramamoea incertoides Forster & Wilton, 1973
- Paramamoea insulana Forster & Wilton, 1973
- Paramamoea pandora Forster & Wilton, 1973
- Paramamoea paradisica Forster & Wilton, 1973
- Paramamoea parva Forster & Wilton, 1973
- Paramamoea urewera Forster & Wilton, 1973
- Paramamoea waipoua Forster & Wilton, 1973